# Ащебутак (Домбаровский район)
Ащебута́к — село в Домбаровском районе Оренбургской области. Административный центр Ащебутакского сельсовета.

## География
Расположено на правом берегу реки Орь в месте впадения в неё реки Ащебутак в 44 км к северо-западу от посёлка Домбаровский, в 40 км к юго-востоку от Орска и в 290 км от Оренбурга.
Через село проходят автомобильная и железная дороги Орск — Домбаровский (на Светлый и Ясный). В селе находятся ж.-д. остановочные пункты Аще-Бутак и 44 км. От села на восток отходит местная автодорога в Ясный через Акжарское. Имеется заброшенный аэродром в 4 км к юго-востоку от села.
Село находится в зоне сухостепей. Климат резко континентальный.

## История
Село было основано в 1910 году во время планового заселения местности на территории Можаровской волости Актюбинского уезда Тургайской губернии. Первоначально село называлось Голубцово в честь первых переселенцев, братьев Голубцовых. Переименовано в Ащебутак в конце 1920-х годов.
Первая школа была построена в 1928 году (до этого учил детей священник). Первый колхоз был организован в 1929 году. В 1939 году школа была преобразована в семилетнюю, а в 1955 году — в среднюю.

## Инфраструктура
Действуют среднеобразовательная школа (на 624 места), дом культуры, библиотека, амбулатория.
На севере вблизи села находится месторождение медно-цинковых руд.

## Население
| 2010 |
| ---- |
| 1302 |

Национальный состав (2010): казахи — 64 %, русские — 23 %, корейцы — 6 %.